# Paris à tout prix (film)
Pour les articles homonymes, voir Paris à tout prix.
 (janvier 2018).
Pour plus de détails, voir Fiche technique et Distribution.
Paris à tout prix est une comédie française écrite et réalisée par Reem Kherici, sortie en 2013.

## Synopsis
Originaire du Maroc, Maya, une jeune styliste de la maison de haute couture Ritz, vit à Paris depuis vingt ans avec des titres de séjour et s'est parfaitement intégrée à la vie française. À l'approche d'un défilé de mode, l'exigeant et impitoyable patron de la maison de couture met en concurrence Maya et sa collègue Emma : la meilleure des deux stylistes emportera un contrat de travail à durée indéterminée.
Après une soirée trop arrosée, Maya est contrôlée pour conduite dangereuse par la police, qui découvre que son permis de séjour est périmé : elle est alors expulsée de France en moins de vingt-quatre heures, malgré l'aide d'un de ses amis avocat qui avait essayé de la séduire à plusieurs occasions.
De retour au Maroc, elle retrouve sans joie sa famille qui lui reproche de ne pas avoir donné de nouvelles depuis des années. Habituée à Paris à un train de vie assez bourgeois parmi la jet-set, elle vit très mal son retour au Maroc, pays qu'elle juge arriéré et qu'elle méprise. Elle est par ailleurs en froid avec son père, à qui elle reproche de ne pas lui avoir annoncé la mort de sa mère. Quant à son frère, il se moque de son snobisme en lui jouant quelques mauvais tours humiliants.
Après avoir tenté sans succès d'obtenir un visa pour retourner en France, Maya est abattue. Toutefois, le soutien de sa belle-sœur et de sa grand-mère lui permettent de garder courage. Elle continue à préparer sa robe de défilé avec l'aide de sa grand-mère et finit par trouver quelque charme au pays, aux paysages et à Mehdi, l'ami de son frère. Pour confectionner sa robe, elle s'inspire de motifs vestimentaires marocains qu'elle a vus lors d'une promenade dans le désert.
Maya croise plusieurs de ses connaissances en vacances au Maroc, et le mensonge qu'elle a servi à son employeur (un accident qui la clouerait chez elle) est éventé. Mehdi finit par trouver un moyen de lui faire regagner la France : un faux passeport. Son amie Alexandra la récupère à l'aéroport et l'emmène au défilé où elle est censée apporter sa robe. Son patron, dans un premier temps en colère, accepte de présenter son travail. Devant l'accueil réservé à la robe de Maya, et admiratif de sa combativité, il lui accorde finalement le CDI, et fait d'Emma son assistante. Un épilogue situé un an plus tard montre que Mehdi l'a rejointe à Paris et qu'ils vivent en couple.

## Fiche technique
- Titre original : Paris à tout prix
- Réalisation : Reem Kherici
- Scénario : Reem Kherici, Morgan Spillemaecker et Philippe Lacheau, d'après une idée de Reem Kherici
- Décors : Yves Fournier
- Costumes : Aurore Pierre
- Photographie : Nicolas Massart
- Son : Stéphane Bucher, Éric Bizet et Joël Rangon
- Montage : Véronique Parnet
- Musique : Laurent Aknin
- Production : Éric Altmayer et Nicolas Altmayer
- Société de production : Mandarin Cinéma, en association avec Cofinova 9
- Société de distribution : Gaumont Distribution
- Pays d'origine : France
- Langue originale : français
- Format : couleur - 2.35 : 1
- Genre : comédie
- Durée : 95 minutes
- Dates de sortie :
  -  Belgique,  France : 17 juillet 2013
  -  Russie : 14 novembre 2013
  - DVD : 20 novembre 2013

## Distribution
- Reem Kherici : Maya Benlatif, la styliste marocaine
- Cécile Cassel : Alexandra, l'infirmière, amie de Maya
- Tarek Boudali : Tarek, le frère de Maya au Maroc
- Philippe Lacheau : Firmin, le copain d'Alexandra
- Shirley Bousquet : Emma, la styliste concurrente de Maya
- Salim Kechiouche : Mehdi, l'ami marocain de Maya et de Tarek
- Stéphane Rousseau : Nicolas, le patron de Maya
- Joséphine Draï : Marine Fournier, l'employée styliste subalterne
- Mohamed Bastaoui : le père de Maya
- Fatima Naji : la grand-mère de Maya
- Nadia Kounda : Djalila, la femme de Tarek
- Julien Arruti : Lucas, assistant de Nicolas
- Sibyl Buck : Victoria, une styliste
- Pom Klementieff : Jess, une styliste
- Alex Lutz : Ben
- Frédéric Chau : mister Chan
- Tony Saint Laurent : Sandro
- François-Xavier Demaison : l'avocat
- Florence Foresti : Gigi
- Lionnel Astier : le consul de France au Maroc
- Pascal Demolon : le flic

## Autour du film
- Tous les membres de la Bande à Fifi à l'exception de Patou figurent dans ce film.
- Reem Kherici et Stéphane Rousseau, deux des principaux personnages du film, étaient en couple dans la vie au moment du lancement du film.
- Reem Kherici et le chauffeur de taxi qu'on peut voir au début du film ont eu un accident de voiture pendant le tournage : n'ayant pas pu freiner assez tôt, ils ont heurté un mur et Reem Kherici s'est pris la caméra en pleine figure.
- La chatte de Maya Benlatif appartient réellement à Reem Kherici.